# Jüdischer Friedhof am Glehner Weg

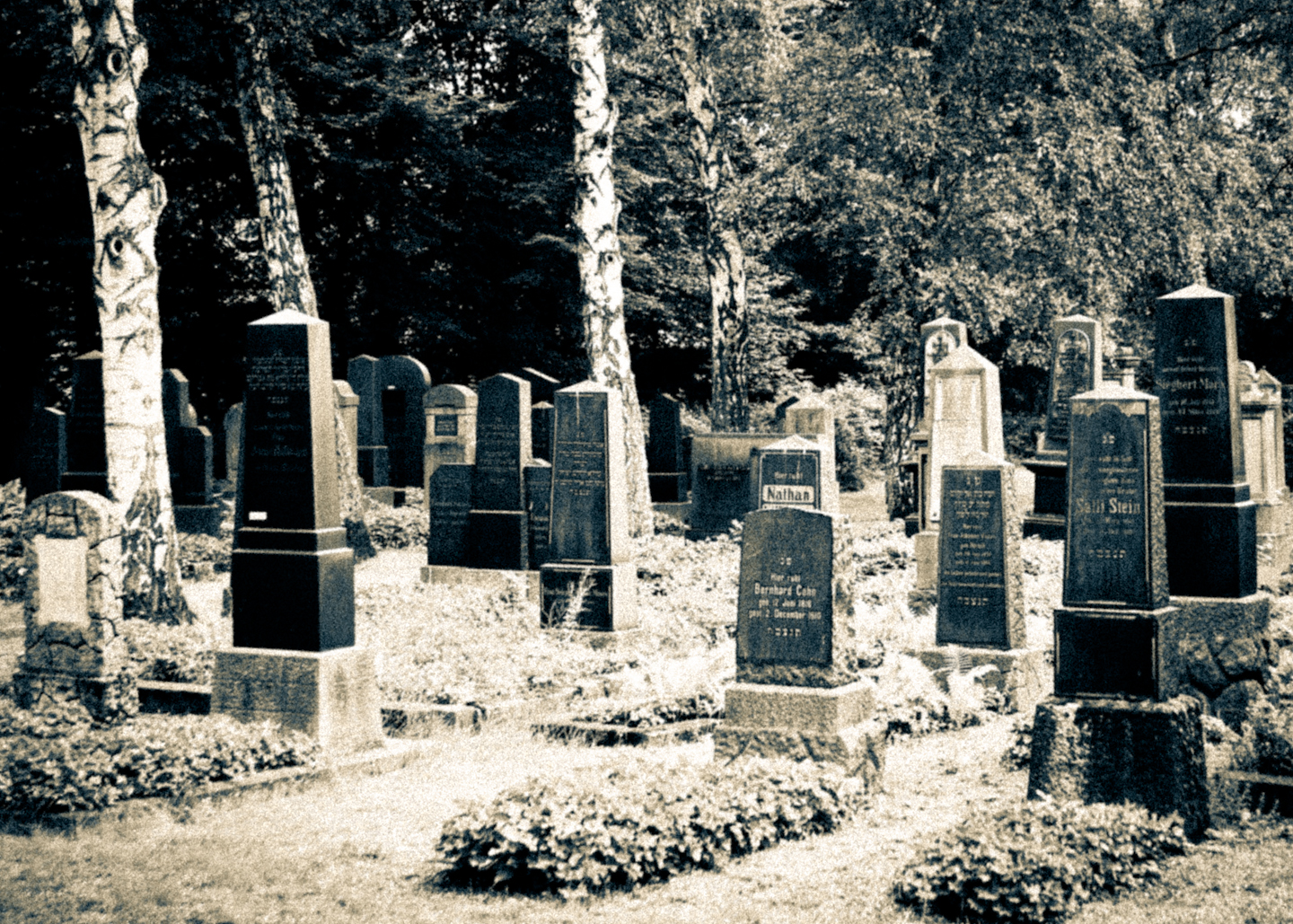
Jüdischer Friedhof

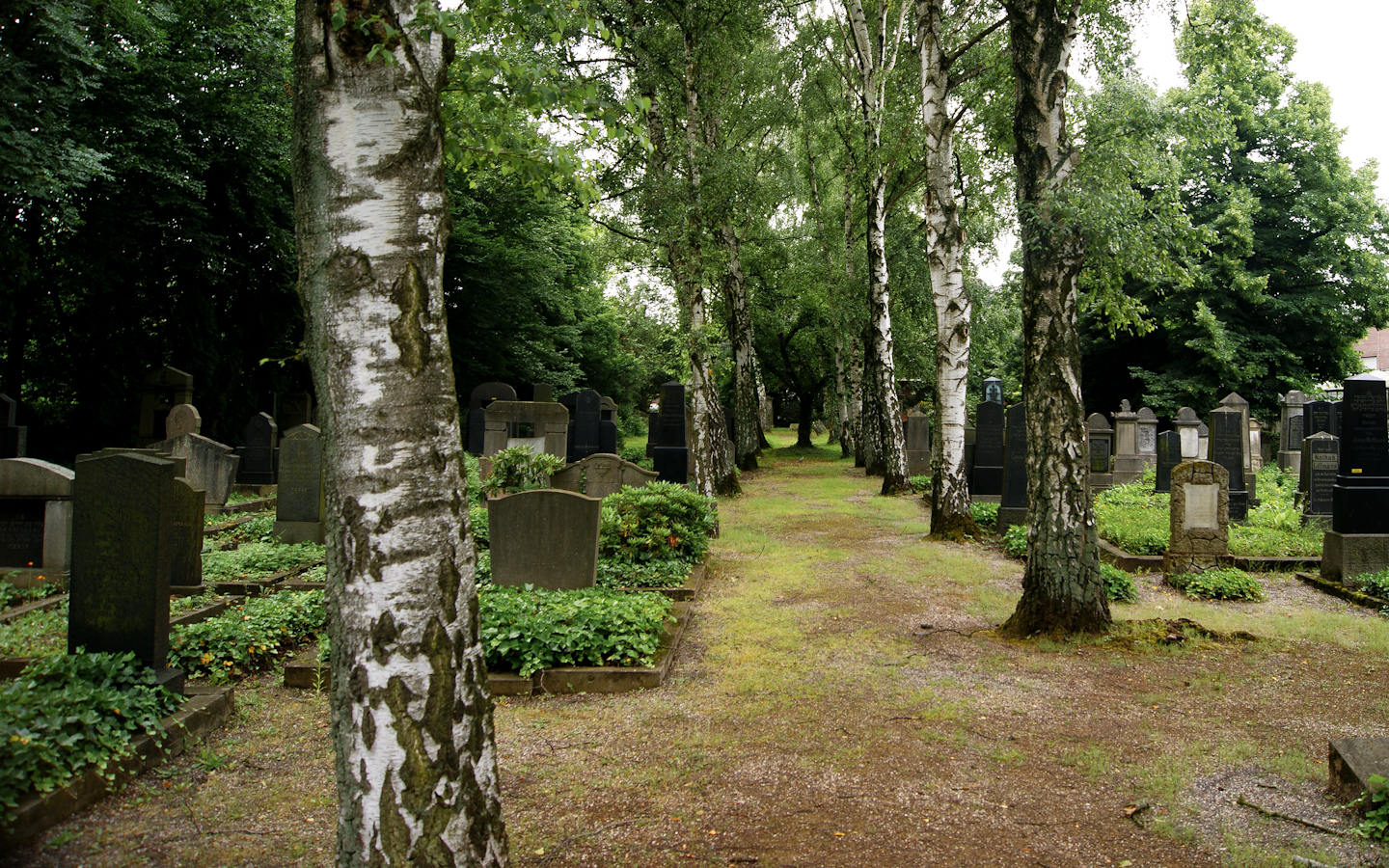
Birkenallee

Der Jüdische Friedhof am Glehner Weg im Stadionviertel, einem Stadtteil von Neuss, ist einer der ältesten jüdischen Friedhöfe im Rhein-Kreis Neuss in Nordrhein-Westfalen.

## Geschichte
1887 erwarb die Gemeinde für ihren Friedhof das heutige Grundstück am Glehner Weg, in direkter Nachbarschaft zum 1873 angelegten städtischen Friedhof an der Büttger Landstraße (heute Rheydter Straße). Der alte Begräbnisplatz an der Düsseldorfer Straße wurde 1890 mit der Eröffnung des neuen Friedhofes geschlossen und 1920 aufgelassen. Die dort vorhandenen Grabsteine (Mazewa) wurden an den Glehner Weg versetzt. Der jüdische Friedhof am Glehner Weg umfasst eine Fläche von ungefähr 0,24 ha. Er ist mit einem Zaun und teilweise einer Hecke eingefriedet; den Eingang bildet ein zweiflügeliges Metalltor. Eine mittlere Birkenallee führt in die Tiefe des längsrechteckigen Grundstücks, auf dem 212 Grabstelen unterschiedlicher Form aus der Zeit zwischen 1845 und 1965 erhalten sind. Da der Friedhof noch belegt wird, gibt es auch einige jüngere Gräber. Im hinteren Teil sind die ältesten Grabstellen, die vom aufgelösten Friedhof an der Düsseldorfer Straße hierhin überführt wurden, als geschlossene Gruppe aufgestellt. Namen und Inschriften der 212 Stelen sind dokumentiert. Diese 212 Stelen bilden den schützenswerten historischen Kernbestand.
Als Zeugnis des jüdischen Lebens in Neuss und seiner wechselvollen Geschichte ist der jüdische Friedhof am Glehner Weg bedeutend für die Geschichte des Menschen und für Neuss. An seiner Erhaltung besteht aus wissenschaftlichen, orts- und kulturgeschichtlichen Gründen ein öffentliches Interesse. In Bezug auf die Gestaltung der Grabsteine und ihrer Inschriften kommen künstlerische Aspekte hinzu. Der Friedhof bildet in seiner Gesamtheit ein Baudenkmal, mit den historischen Grabsteinen als wesentlichen konstituierenden und schützenswerten Bestandteil.